# Dorothy Boadle
Dorothy Whitefield Boadle (12 de diciembre de 1885 - 1942), conocida más tarde por su nombre de casada Dorothy Brown una vez finalizada su carrera tenística, fue una tenista nacida en Argentina. Jugó en el Campeonato de Wimbledon tres veces: en 1907, 1910 y 1913. Estuvo activa desde 1906 hasta 1924, disputó 15 finales individuales en su carrera y ganó 11 títulos.

## Carrera

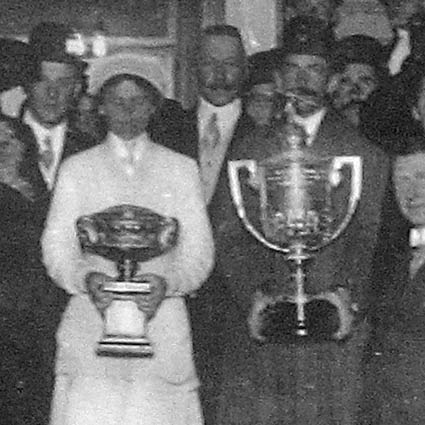
Entrega de premios del Campeonato del Río de la Plata 1906. Con las copas en la mano, los ganadores: Dorothy Boadle y Stanley Knight, junto al presidente del Buenos Aires LTC, Enrique Woodgate.

Dorothy Brown nació como Dorothy Boadle el 12 de diciembre de 1885 en el barrio de Caballito, Buenos Aires, Argentina,  la segunda hija de Thomas Scott Boadle y su esposa. Su padre era un representante de la Holt Shipping Company de Liverpool que se mudó a Buenos Aires en 1878. Dorothy fue una de las tres hermanas que jugaron tenis sobre césped; las otras fueron Winifred Mary Boadle (nacida en 1884) y Marjorie Scott Boadle (nacida en 1889). Estas tres hermanas fueron las primeras tenistas nacidas en Argentina en disputar Wimbledon, aunque lo hicieron en condición de británicas, nacionalidad que compartían con la argentina por su padre.
Entre sus principales logros en individuales se incluyen haber ganado el Campeonato del Río de la Plata ocho veces (1906, 1908, 1909, 1911, 1912, 1914, 1915 y 1917), récord del torneo femenino. Durante sus viajes a Inglaterra para competir en el Campeonato de Wimbledon participó en otros torneos principalmente en Gales del Norte, cerca de Wirral, donde nació su padre. En 1913 ganó el Abierto de Llandudno en Llandudno contra Charlotte Everard, y el Abierto de Colwyn Bay el mismo año.
En 1915 ganó el título de dobles del Campeonato de Río de la Plata con Miss JA Hinds y el título de dobles mixtos con GC Drysdale. En 1920 ganó el Campeonato de Gales del Norte en Criccieth,  ese año también fue finalista en el Reigate Open perdiendo ante Agnes Tuckey y participó en el Campeonato de la Costa de Kent en Hythe, donde perdió en la cuarta ronda. En 1922 volvió a ganar la modalidad de dobles mixtos en el Campeonato del Río de la Plata junto a Alfredo Villegas, y nuevamente en 1924 junto a Carlos Dumas .
En abril de 1925 se casó con Philip Leslie Brown en Argentina, lo que la sacó del circuito ILTF y luego se retiró. Murió en Mendoza, Argentina en 1942.

## Familia
La familia de Thomas Scott Boadle (nacido en 1849)  y su esposa Leonora Boadle, de soltera van Fowinkel, incluía a sus tres hijas y un hijo Alan Boadle. El padre era representante de la Holt Shipping Company de Liverpool y se mudó como tal a Buenos Aires en 1878.  Posteriormente fundó su propia empresa TS Boadle and Co.  En 1892 fue miembro fundador del Buenos Aires Lawn Tennis Club,  como su primer secretario y tesorero, y luego presidente desde 1896 hasta su retiro en 1907.  Dorothy se casó con Philip Leslie Brown el 27 de abril de 1925.